# Eric Clauesson
Eric Clauesson, eller Erik Klasson död 1492, var den första kända dokumenterade personen som avrättades för trolldom i Sverige. Han var född i Vendels socken, tjänare till Hans Persson på Värmdö, och erkände sig ha förnekat Gud, försvurit sig till Djävulen för att bli hjälpt ur fattigdomen, mött Djävulen regelbundet och stulit från sin husbonde. Han dömdes för detta att steglas och brännas på bål.   
Ur Stockholms stads tänkeböcker 1492-1500 citeras:  
"Samma dag i vår herre och hövitsmans närvaro. Erik Klasson, Hans Perssons tjänare i Värmdö, född i Vendels socken, erkände att han hade Gud vedersagt och allt hans heliga sällskap nio resor om nio torsdagsaftnar vid kyrkogården och vedertagit djävulen Oden för pengars skull. Framdeles erkände han hava stulit från sin egen husbonde och gömt både pengar och silver en god del, som han hade uppburit av sina landbor och undandöljt, för vilka saker han var dömd till elden för den högsta saken som han Gud och vår skapare gjorde emot och sin saliga själ. Och de andra två sakerna fördrogs honom till pinan, som var hjulet och repet. Pie memorie."
Enligt domen skulle han steglas och hängas för stöldens skull, men för "den högsta saken", det vill säga hans religiösa brott mot "Gud och vår skapare och sin saliga själ", dömdes han till att brännas på bål. Eftersom det religiösa brottet var överordnat stöldbrottet, var det straffet för det som tillämpades.   
Detta är ett av de första fallen i Sverige som påminner om en häxprocess, vilka egentligen inträffade långt senare. Det har drag av en kättarprocess mot hedendomen, eftersom Djävulen här kallas Oden, en förkristen gud, och det framgår att Eric själv menade Oden, medan domstolen betraktade Oden som Djävulen. Det är också ett av de tidigaste omnämningarna av Blåkullaresor. 
Det är också en av de få gånger då en människa har bränts på bål i Sverige. Den 4 augusti 1477 hade Magnus Olsson från Finland dömts "till elden" för att ha haft samlag med en ko, men domen specificerar inte om han skulle avrättas innan. Vid avrättningar av personer som dömts för tidelag under 1600-talet brukade djuret dödas offentligt, varefter människan halshöggs och båda sedan brändes på bål. Men, om  den dömda inte visade tillräcklig eller uppriktig ånger kunde bålbränning utan föregående halshuggning utföras ända fram till omkring 1640 då återhållsamhet i straffmätning blev praxis.
Den förkristna asatron var fortfarande levande i Sverige vid denna tid, för Eric var inte ensam om att dömas för att ha dyrkat förkristna gudar: Den 27 oktober 1484 ställdes "Ragvald Odenskarl" inför rätta i Stockholm anklagad för att ha stulit från kyrkor i södra Uppland, Skepptuna (två gånger) och i Markim, Orkesta och Vallentuna. Han erkände att han begått stölderna tillsammans med Johan Land (som nu greps), och sade att han i sju år tjänat Oden. Han tros ha dömts till att brännas på bål, medan Land, efter att ha misslyckats samla ihop en tolvmannanämnd, bad om och tilläts att bli bödel. 